# Xanthorhoe vacuaria
Xanthorhoe vacuaria là một loài bướm đêm trong họ Geometridae.